# Parafia Wniebowzięcia Najświętszej Maryi Panny w Sosnowcu
Parafia Wniebowzięcia Najświętszej Maryi Panny w Sosnowcu – rzymskokatolicka parafia, położona w dekanacie sosnowieckim - Wniebowzięcia NMP, diecezji sosnowieckiej, metropolii częstochowskiej w Polsce, erygowana w 1899 roku.
Kościół parafialny wzniesiono w latach 1893–1899. W 1992 roku, decyzją papieża Jana Pawła II, świątynia została podniesiona do godności Katedry Biskupa Sosnowieckiego, a w 1999 otrzymała tytuł Bazyliki Mniejszej.